# Le Crépuscule des faux dieux
Pour plus de détails, voir Fiche technique et Distribution.
Le Crépuscule des faux dieux (titre italien : L'alba dei falsi dei, titre allemand : Das fünfte Gebot) est un film italien et allemand réalisé par Duccio Tessari et sorti en 1978.

## Synopsis
Le film raconte l'histoire des frères Heidger, deux gangsters ayant fait des braquages de banque dans les années 1920 avant d'être abattus par la police.

## Fiche technique
- Titre italien : L'alba dei falsi dei
- Titre allemand : Das fünfte Gebot
- Titre vidéo en français : L'Aube des faux dieux
- Réalisation : Duccio Tessari
- Scénario : Duccio Tessari et Michael Lentz
- Photographie : Jost Vacano
- Musique : Armando Trovajoli
- Montage : Eugenio Alabiso
- Durée : 115 minutes
- Dates de sortie: 
  - Allemagne de l'Ouest : 10 août 1978
  - Italie : 24 août 1978
  - France : 17 avril 1985[2]

## Distribution
- Helmut Berger : Bernhard Redder
- Peter Hooten : Leo Redder
- Evelyne Kraft : Evelyn Pages
- Umberto Orsini : Sturmführer Hannacker / Vater Redder
- Udo Kier : Peter Dümmel
- Kurt Zips : Atsche Kummer
- Heinrich Giskes : Rudi Linnemann
- Lorella De Luca : Mutter Redder